# Pédiculaire verticillée
Pedicularis verticillata
Espèce
Classification APG III (2009)
La pédiculaire verticillée (Pedicularis verticillata), ou herbe à poux, est une espèce de plantes herbacées vivaces de la famille des Scrophulariaceae selon la classification classique de Cronquist (1981) ou des Orobanchaceae selon la classification APG III.

## Description
C'est une plante artico-alpine vivace de 5 à 25 cm qui pousse dans les montagnes d'Europe, de Russie et de Chine ainsi que du Canada et de l'Alaska. En France, on la trouve à une altitude de 1 400 à 3 000 m, de préférence dans des prairies calcaires et assez humides.
Elle fleurit entre juin et août. Ses fleurs forment des grappes serrées qui s'allongent au fur et à mesure de la floraison. Le pédoncule est très court ; le calice est rose et a la forme d'une outre à quatre ou cinq dents avec des poils au niveau des nervures. La corolle est bilabiée : la lèvre inférieure, étalée dans sa partie terminale, sert de piste d'atterrissage pour les insectes tandis que la lèvre supérieure d'une longueur de 12 à 18 mm a la forme d'un casque aplati latéralement, sans pointe, et cache 2 grandes et 2 petites étamines. 
Le style et le stigmate dépassent légèrement. La disposition relative des étamines et du stigmate empêche toute autopollinisation et celle-ci doit être assurée par les insectes, notamment les bourdons. Par la suite, l'ovaire se transforme en un fruit sec de 2 à 4 mm qui reste enveloppé par le calice et comporte deux loges renfermant les graines. Le nombre de chromosomes est de 2n = 12.
Les tiges sont poilues sur quatre lignes, peu feuillées. Comme l'indique le nom de la plante, ses petites feuilles sont verticillées par quatre.
Tout comme les autres pédiculaires, elle parasite les plantes voisines, en général des graminées, pour leur prélever de l'eau et des sels minéraux. En effet, la pédiculaire transpire beaucoup et ses racines, courtes et grêles, ne possèdent  pas de poils absorbants, elle a donc besoin d'un supplément de sève pour mieux se développer.

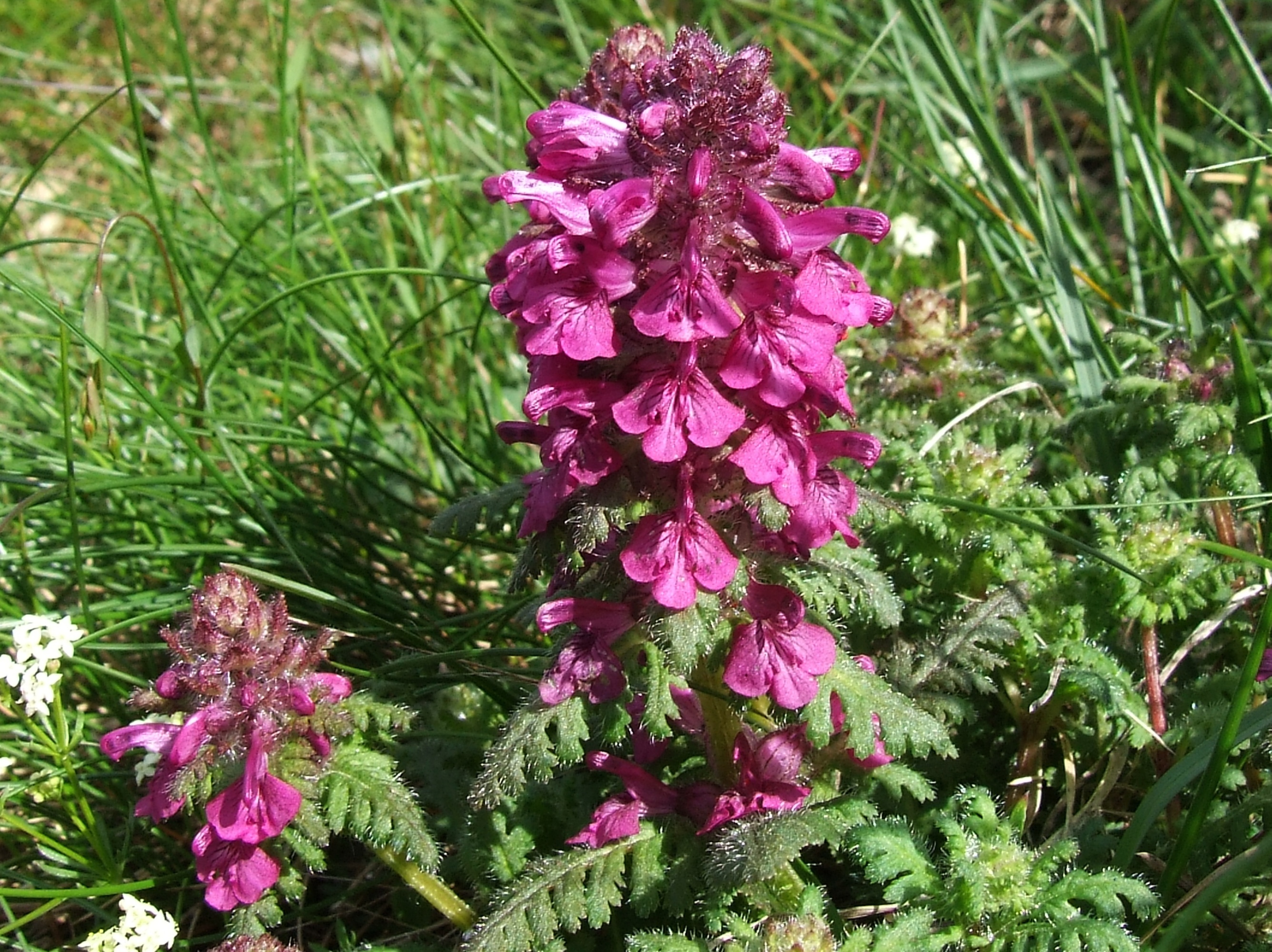
Pédiculaire verticillée dans les Hautes Tatras